# Papa Giulio I
Giulio I (Roma, ... – Roma, 12 aprile 352) è stato il 35º vescovo di Roma e papa della Chiesa cattolica, che lo venera come santo. Fu papa dal 6 febbraio 337 alla sua morte.

## Biografia
Dopo una sede vacante di circa quattro mesi, di cui si ignorano le cause, il 6 febbraio 337 fu scelto come successore di papa Marco il figlio di un certo Rustico, il romano Giulio.

### Questione ariana
Il suo pontificato è ricordato principalmente per la posizione ferma e ponderata che assunse nella controversia ariana, della quale esistono abbondanti testimonianze. Tale fermezza, tra l'altro, assume un significato estremamente rilevante, in quanto riafferma il ruolo prioritario della Chiesa in difesa dell'”ortodossia romana”, ruolo che l'imperatore Costantino aveva di fatto esercitato nella prima parte del suo regno, complice anche la debolezza dei pontefici che in quel periodo si erano succeduti.
Dopo la morte di Costantino I (22 maggio 337), suo figlio Costantino II, "Augusto" in Occidente, si adoperò affinché il vescovo esiliato Atanasio di Alessandria facesse ritorno alla sua sede vescovile, con il benestare di Costanzo, sovrano d'Oriente, di simpatie ariane. Ma gli ariani alessandrini inviarono un'ambasceria a Giulio per consegnargli le delibere del concilio da loro tenuto a Tiro nel 335, con lo scopo di dimostrare che Atanasio era stato deposto validamente. Da parte sua, Atanasio inviò a Roma i suoi emissari per consegnare a Giulio una lettera del sinodo dei vescovi egiziani, contenente una completa giustificazione delle opere del loro patriarca. All'arrivo degli inviati di Atanasio a Roma, Macario, il capo dell'ambasceria ariana lasciò la città; pertanto, Giulio convocò i soli due inviati ariani rimanenti e gli emissari di Atanasio. I primi chiesero al papa di convocare un grande sinodo, dinanzi al quale ambedue i partiti avrebbero potuto esporre le proprie posizioni e dirimere le questioni in ottemperanza al giudizio emesso.
Giulio, dopo aver inviato due emissari per consegnare una lettera di invito ai vescovi orientali, convocò il sinodo a Roma. Nel frattempo, però, i vescovi ariani guidati da Eusebio di Nicomedia, patriarca di Costantinopoli, avevano tenuto un nuovo concilio ad Antiochia di Siria e avevano designato vescovo della sede di Alessandria d'Egitto Gregorio di Cappadocia. Quest'ultimo prese possesso con la forza della sua sede e Atanasio, nuovamente esiliato, prese la via di Roma, come molti altri vescovi orientali che furono rimossi dal partito ariano; fra loro c'era anche Marcello d'Ancyra, che sarebbe poi stato condannato come promotore di una nuova eresia: il sabellianismo. I vescovi ariani del partito di Eusebio, a questo punto, rifiutarono di partecipare al sinodo convocato da Giulio.
Il sinodo si tenne, comunque, nell'autunno del 340 o del 341 e fu presieduto dal papa nella chiesa titolare del presbitero Vito. Dopo un esame particolareggiato dei documenti, Atanasio e Marcello d'Ancyra, che resero una professione di fede soddisfacente, furono discolpati e riammessi nelle loro funzioni episcopali. Papa Giulio comunicò la decisione ai vescovi del partito di Eusebio con una lettera molto ben articolata, nella quale giustificava il suo modo di procedere nel caso, difendeva nel dettaglio la sua riabilitazione di Atanasio, e si lamentava fortemente della mancata partecipazione dei vescovi orientali al concilio, la cui convocazione avevano suggerito essi stessi. Ma Atanasio ancora non riuscì a rientrare nella sua sede e, anzi, il partito ariano convocò un ulteriore proprio concilio nel 341, in cui vennero riaffermate le posizioni intransigenti contro le decisioni del papa di Roma.
Dopo la vittoria sul fratello Costantino II, l'imperatore Costante I regnava sovrano sulla parte occidentale dell'Impero romano. Dato che il suo punto di vista era completamente in linea con la Chiesa di Roma, alla richiesta del papa e degli altri vescovi occidentali intercedette presso il fratello Costanzo II, Imperatore d'Oriente, in favore dei vescovi che erano stati deposti ed erano stati perseguitati dal partito ariano. Ambedue gli imperatori furono d'accordo sulla necessità di convocare un concilio generale dei vescovi occidentali ed orientali a Sardica, la città principale della Provincia della Dacia Mediterranea. Il concilio si tenne nell'autunno del 342 o del 343. Giulio, ritenendo opportuno non intervenire nell'assemblea per non condizionare le scelte, fece presiedere il concilio da Osio di Cordova, già consigliere di Costantino per le questioni religiose, e inviò come suoi rappresentanti i presbiteri Archidamo e Filosseno ed il diacono Leone. Anche se i vescovi orientali del partito ariano, in decisa minoranza, non si unirono al concilio, ma tennero le loro riunioni in separata sede, il sinodo portò comunque a termine il suo compito. Attraverso i canoni III, IV, e V (VII nel testo latino) di questo concilio, fu regolata più precisamente la procedura contro i vescovi accusati, e furono definitivamente stabilite le modalità dell'intervento esclusivamente papale nella condanna dei vescovi.
Al termine delle sue riunioni il sinodo comunicò al papa, con una lettera molto deferente, le sue decisioni. Nonostante la riaffermazione della sua innocenza da parte del Sinodo di Sardica, Atanasio non fu reinsediato nella sua sede dall'Imperatore Costanzo fino a dopo la morte di Gregorio, vescovo ariano di Alessandria, avvenuta nel 346.
Papa Giulio colse questa occasione per scrivere una lettera, tuttora conservata, ai presbiteri, ai diaconi, ed ai fedeli della città, per congratularsi con loro per il ritorno del loro pastore. I due vescovi Ursacio di Singiduno e Valente di Mursa che, a causa del loro arianesimo, erano stati deposti dal Concilio di Sardica, fecero una ritrattazione formale del loro errore davanti a Giulio che, dopo averli convocati in udienza ed averne ricevuto una professione di fede firmata, li ripristinò nella loro sede episcopale.

### Gestione della chiesa
Riguardo alla vita interna della Chiesa romana durante il pontificato di Giulio non esistono informazioni certe. Gli storici concordano comunque sul fatto che si assistette ad un rapido incremento del numero dei fedeli a Roma, dove Giulio fece erigere due nuove basiliche: la chiesa titolare di Giulio (l'odierna Basilica di Santa Maria in Trastevere) e la Basilica Julia (l'odierna Basilica dei Santi XII Apostoli). Oltre a queste fece costruire tre chiese cimiteriali fuori dalle mura di Roma: una prima sulla strada per Porto, una seconda sulla Via Aurelia, ed una terza sulla Via Flaminia sopra la tomba del martire San Valentino. Anche la venerazione dei fedeli per le tombe dei martiri ebbe un rapido incremento.
Sotto il pontificato di Giulio, se non prima, entrarono in uso i cataloghi dei giorni di festa dedicati ai santi; il calendario romano delle feste di Filocalo, per esempio, risale all'anno 336.
Decretò che nessun ecclesiastico si rivolgesse più ai magistrati laici e che i loro atti notarili, ad esempio donazioni, testamenti, lasciti, cauzioni, manomissioni e qualsiasi altro loro atto notarile dovesse essere redatto unicamente da notai appartenenti al clero. Ciò fu reso possibile grazie al precedente incarico che dette Papa Fabiano a sette suddiaconi, che era di vigilanza sull'operato di sette notai appartenenti al clero, coprenti un territorio di quattordici regioni romane, che avevano come compito la corretta e fedele registrazione degli atti dei martiri durante le persecuzioni ai Cristiani. Cessate le persecuzioni, Papa Giulio I gli dette questo nuovo incarico.
Grazie a Sant'Atanasio, che rimase a Roma per molti anni dopo il 339, la vita monastica egiziana divenne nota nella capitale, e l'esempio degli eremiti dei deserti egiziani trovò molti imitatori nella Chiesa romana.
Nel 350 decretò che la data di nascita di Gesù era il 25 dicembre, naturalmente nessuno sapeva quando fosse nato Gesù, ma il 25 dicembre era la data di nascita di Mithra e del Sol Invictus 
Il Liber Pontificalis, inoltre, dice che Giulio era romano di nascita, sotto Costantino (figlio dell'eretico Costantino) soffrì molte tribolazioni e rimase in esilio per 10 mesi. Successivamente tornò vittorioso a Roma e alla sede di Pietro. Nel periodo del suo pontificato fece costruire due Basiliche e tre Cimiteri, ordinò 18 presbiteri, 4 diaconi e 8 vescovi in vari luoghi .
Giulio morì il 12 aprile 352 e fu sepolto nelle catacombe di Calepodio sulla via Aurelia. In seguito, nel 790, il suo corpo fu traslato, da papa Adriano I, a Santa Maria in Trastevere, la chiesa che lui aveva voluto.

## Culto
La sua festa ricorre il 12 aprile.
Dal Martirologio Romano (ed. 2004)